# Петриковское месторождение калийных и каменной солей
Петриковское месторождение калийных и каменной солей ― природные минеральные образования земной коры в соленосной толще Припятского прогиба.

## Открытие и обследование месторождения
Петриковское месторождение расположено на западе центральной зоны Припятского прогиба, в Петриковском районе и частично в Мозырском районе Гомельской области. Районный центр Петриков находится в центре месторождения. Открытие месторождения произошло в мае 1966 года близ деревни Белка Петриковского района при проведении плановых поисковых работ. В 1966―1967 гг. были проведены поисково-оценочные работы, в результате которых в верхнесолёной толще определены 8 калийных горизонтов. К середине 1970-х гг. произведена разведка месторождения: пробурено 150 скважин с отбором керна, выделением калийных горизонтов, оценкой содержания хлористых калия и магния и терригенных примесей в верхнесоленосной толще, произведены геофизические исследования в стволе скважин: гамма-каротаж (ГК), электрокаротаж (КС), нейтронный гамма-каротаж (НГК). Были определены возможные запасы месторождения: около 2,2 млрд тонн, глубина залегания породы достигает 1,2 км.

## Характеристика месторождения
Формация месторождения отличается высокой соленасыщенностью ― 80 %, и высокой калиеносностью. Калийные горизонты месторождения ― переслаивание калийной и каменной солей, галопелита и карбонатно-ангидритовых пород. Для калийных слоев характерно высокое содержание хлорида калия, которое во втором достигает 50,6 %, а в третьем — 47,1 %, среднее содержание месторождению — 22,18 %. Среднее содержание нерастворимого остатка во втором и четвёртом калийных слоях, соответственно, 0,21 и 0,52 %. Калийные соли чистые, с крупнозернистой структурой.

## Разработка месторождения
В 2014 году «Беларуськалий» начал строительство горно-обогатительного комплекса для производства хлористого калия, проектная мощность ― 1,5 млн тонн в год. Расчётный срок работы комплекса с учётом минеральных запасов ― около 90 лет. Предполагается начать производство в конце 2019 года, в декабре 2021 года вывести на проектную мощность. К 2015 году в месторождении выявлено 11 калийных горизонтов, из них основное промышленное значение имеет горизонт IV-П. Практический интерес также представляют горизонты I-П и VI-П. В мае 2016 года на площадке комплекса состоялось торжественное открытие работ по строительству шахты. Отмечалось, что новое предприятие явится значительным событием на мировом калийном рынке.